# Werner Freese
Werner Freese (* 3. Oktober 1931 in Samtens; † 18. Juni 1982 in Magdeburg) war ein deutscher Schauspieler, Regisseur, Dozent und Schauspieldirektor.

## Leben
Werner Freese wurde 1931 in Samtens auf der Insel Rügen geboren. Von 1952 bis 1955 absolvierte er ein Studium an der Theaterhochschule Leipzig. Im Jahr 1958 wirkte er als Dozent an der Volkshochschule in Leipzig. Nach Regiearbeiten in Halberstadt wurde er Schauspieldirektor in Brandenburg, Magdeburg und Meiningen. 1979 führte Werner Frese am Deutschen Staatstheater Temeswar in Rumänien eine Gastregie. Um die 1980er Jahre wirkte er als Dozent für Schauspiel an der Theaterhochschule „Hans Otto“ in Leipzig. Außer als Schauspieler in zwei DEFA-Filmen wirkte er an einigen Produktionen des Fernsehens der DDR mit. Für den Rundfunk der DDR führte er in einem Hörspiel Regie.
Werner Freese verstarb 1982 im Alter von 50 Jahren in Magdeburg.

## Filmografie
- 1965: Der Frühling braucht Zeit

## Theater (Regisseur)
- 1959: Victor Hugo: Ruy Blas (Volkstheater Halberstadt)
- 1959: Helmut Sakowski: Die Entscheidung der Lene Mattke (Volkstheater Halberstadt)
- 1961: Henrik Ibsen: Nora oder Ein Puppenheim (Volkstheater Halberstadt)
- 1969: Heinrich von Kleist: Prinz Friedrich von Homburg oder die Schlacht bei Fehrbellin (Theater der Stadt Brandenburg)
- 1971: Seán O’Casey: Der Preispokal (Theater der Stadt Brandenburg)
- 1971: Friedrich Schiller: Die Verschwörung des Fiesco zu Genua (Maxim-Gorki-Theater Magdeburg)
- 1971: William Shakespeare: Ein Sommernachtstraum (Maxim-Gorki-Theater Magdeburg)
- 1973: Wladimir Majakowski: Das Schwitzbad (Bühnen der Stadt Magdeburg)
- 1973: William Shakespeare: Hamlet (Bühnen der Stadt Magdeburg)
- 1974: Wsewolod Wischnewski: Optimistische Tragödie (Bühnen der Stadt Magdeburg)
- 1978: Wladimir Majakowski: Die Wanze (Das Meininger Theater)
- 1978: Heinrich von Kleist: Penthesilea (Das Meininger Theater)
- 1978: Wolfgang Rinecker/Albert R. Pasch: Münchhausen (Das Meininger Theater im Naturtheater Steinbach-Langenbach)
- 1979: Georg Kaiser: Zwei Krawatten (Deutsches Staatstheater Temeswar Rumänien)

## Hörspiele (Regie)
- 1980: Konrad Potthoff: Das Geheimnis des überaus blauen Planetes (Kinderhörspiel/Kurzhörspiel/Science-Fiction-Hörspiel – Rundfunk der DDR)[4]